# Clamton
Clamton, seudónimo de Claudio Galleguillos (La Serena, 4 de marzo de 1968-Rancagua, 6 de enero de 1994), fue un dibujante, historietista, pintor y escritor chileno. Es el autor del primer libro de cómic de su país, Historias. Planetas, cerebros y átomos (1990).
Clamton desarrolló una abundante obra que, en su mayoría, aún permanece inédita. Ésta se encuentra dispersa en diversas colaboraciones gráficas, poéticas y sonoras, así como en sus cartas, dibujos y casetes personales.

## Biografía
Claudio Galleguillos nació en La Serena, donde vivió hasta los cinco años, ya que en 1973 se mudó con su familia a Rancagua. Cursó la educación básica y media en el Instituto Inglés, egresando en 1985.  
Aficionado al dibujo y la escritura desde muy joven, ingresó a la Escuela de Artes de la Universidad de Chile en 1986, con mención en Grabado. Su ingreso a la facultad le hizo tropezar con una gran incomprensión, tanto social como artísticamente. Claudio abandonaría sus estudios en 1989. Sin embargo, ya había descubierto diversos circuitos artísticos y subterráneos en los que comenzó a canalizar su búsqueda estética. Estos, que surgieron en Santiago en los últimos años de la dictadura militar, estaban compuestos principalmente por las revistas Bandido, Matucana y Trauko, que también promovieron el comic underground chileno. Claudio comenzó a colaborar en este tipo de publicaciones en 1988, publicando sus historietas bajo el seudónimo de Clamton, matizando en ellas las historias de universos anidados por órganos, plantas, y seres fantásticos en múltiples paisajes oníricos y surrealistas.
Durante 1990, la revista Trauko comenzó a gestionar la publicación individual de sus autores para promover sus obras. El primero de ellos fue Clamton, ya través de la editorial Trauko-Fantasía, se armó un libro recopilatorio de poco más de cincuenta páginas, titulado Historias. Planetas, Cerebros y Átomos. Su lanzamiento tuvo lugar el 19 de junio de 1990 en la galería de arte del Centro de Estudios Sociales (CESOC). La publicación del libro fortaleció a Clamton como historietista, pues la crítica consideraba su propuesta como la más original de la época. Entre sus creaciones compiladas, se encuentra un personaje que crece y crece con el tiempo llamado Qumz, de origen vegetal y que poliniza bosques de paisajes del subconsciente. Para su creación, Clamton se inspiró en el estado embrionario de su hijo, nacido en 1988.
Clamton regresaría a Rancagua a fines de 1990, ciudad en la que falleció el 6 de enero de 1994, con apenas 25 años. En sus últimos años, además de dedicarse a la crianza de su hijo y buscar sustento a través del arte, fue diagnosticado tardíamente con esquizofrenia. Su condición lo obligó a someterse a múltiples tratamientos con antipsicóticos y combinaciones de medicamentos, los cuales afectaron considerablemente su estado psíquico. La mezcla de estos últimos con el alcohol que bebió en una cena familiar le provocó la muerte horas más tarde, mientras dormía. Aunque la causa exacta de su fallecimiento sigue manteniéndose en privado, se cree que una posición accidental obstruyó sus vías respiratorias, resultando en una asfixia fatal durante el sueño. Clamton fue sepultado el 7 de enero en el Parque del Recuerdo de Rancagua, lugar donde sus restos permanecen hasta la actualidad.

## Legado y culto póstumo
La obra de Clamton combinó una fuerte sensibilidad con influencias místicas, surreales, humor negro y una gran capacidad para la experimentación. Es considerada una de las más vanguardistas que se ha desarrollado en Chile.

### Cine
En el año 2000 se estrenó QUMZ, un cortometraje de animación realizado por Héctor Leal, basado íntegramente en el personaje creado por Clamton, y en la historieta homónima de 1988.
En 2014, el realizador Rodrigo Araya estrenó Trauko, un documental grabado originalmente en 2008 sobre la revista homónima de cómic underground chileno. Además de contar con entrevistas y anécdotas de dibujantes y guionistas que colaboraron en Trauko entre 1988 y 1991, la película también cuenta con una sección dedicada exclusivamente a Clamton, que reproduce una grabación en casete de diciembre de 1990, una carta sónica, como él la llamaba.
En 2016 se estrenó el documental Kam Kam, dirigido por Jorge Fernández, que recoge archivos de video de Clamton en el lanzamiento de su libro en el CESOC, así como ensayos y cartas personales narradas por él y grabadas en casetes. También hay una recreación de su habitación y animaciones de sus dibujos.

## Obra

### Cómics individuales
- Qumz
- La Escritura de las Flores
- Baalbeq
- El Farista
- Blanca y Viscosa Luna, Sal Esta Noche!
- La Montaña
- El Viaje Sobre Una Cabeza
- El Suicida y la Muerte
- La Intranquilidad
- La Mañana

Nota: Fechas de publicación desconocidas (1988 a 1990 aprox.)

### Compilaciones
- Historias. Planetas, cerebros y átomos. Santiago: Trauko-Fantasía. 1990.